# Modelo norueguês de ciclones
O modelo norueguês de ciclones é um dos mais antigos modelos de previsão de ciclones extratropicais. O modelo norueguês de ciclones foi desenvolvido pela Escola de meteorologia de Bergen durante e pouco depois da Primeira Guerra Mundial. Nesta teoria, ciclones extratropicais se desenvolvem assim que se deslocam acima e ao longo de um limite frontal, ocludindo-se e alcançando um ambiente barotropicamente frio. O modelo foi desenvolvido completamente de observações meteorológicas de superfície, incluindo a descrição das nuvens perto do limite frontal. O conceito de esteira rolante quente, em meteorologia, que transporta calor e ar úmido logo a frente da frente fria acima da frente quente de superfície, foi desenvolvido a partir deste modelo de ciclones.